# 安田愉逸
安田 愉逸（やすだ ゆいつ、1853年（嘉永6年11月）- 1904年（明治37年）8月23日）は、明治時代の政治家。衆議院議員（2期）。

## 経歴
日向国諸県郡、のちの宮崎県北諸県郡都城町（現都城市）出身。農業を営んだ。1878年（明治11年）英国の測量船「シルビア」が日本近海にて測量をした際、これに従う。その数年後、鹿児島県の山鹿野鉱山嘱託となり、1886年（明治19年）長崎県属に転じ、外交事務に従事する。1889年（明治22年）オーストリアの皇族ハンリート・バルジー来朝の際は通訳として随行し全国を巡遊した。ほか、教師、造兵局通訳官、外務省訳官などを歴任した。
1890年（明治23年）7月の第1回衆議院議員総選挙では宮崎県第2区から無所属で出馬し当選。第3回総選挙でも当選し衆議院議員を通算2期務めた。